# Vpadni žarek
Vpádni žárek je žarek, ki vpada na mejo sredstev. Če je hitrost valovanja v sredstvih različna, se del vpadnega žarka skladno z odbojnim zakonom odbije nazaj v sredstvo, od koder je prišel, del pa se lomi in nadaljuje pot v drugo sredstvo, pri čemer njegovo smer po lomu določa lomni zakon.